# Хомут (деревня)
Хомут — населённый пункт, входящий в состав Молвинослободского сельское поселение  сельского поселения Кораблинского района Рязанской области.
Находится в 12 километрах от районного центра города Кораблино. Ранее Хомут был селом.

## Топонимика
Названа по фамилии боярских детей Хомутских.
Недалеко от Хомута находится населённый пункт Малый Хомутец (ныне Шилово), которая названа также по фамилии Хомутских.

## История
В платежных книгах Каменского стана 1594–1597 годов упоминается село Хомут. 
По приправочным книгам Каменского стана 1596–1598 годов также показано село Хомут на реке на Проне и на речке на Хомуте. 
О селе Хомут говорится в писцовых книгах Каменского стана 1628–1629 годов. 
По окладным книгам 1676 года показана «Церковь святых верховных апостолов Петра и Павла в селе Хомутском». Прослеживается явная связь наименования села Хомут и названия речки Хомут. В различных источниках встречается также название: село Введенское, Хомут тож. Это объясняется тем, что в 1720 году вместо Петропавловской церкви в селе Хомут была построена церковь в честь Введения во храм Пресвятой Богородицы.
В 1850 году числится 42 двора.

## Население
| 1859 | 1906 | 2010 |
| ---- | ---- | ---- |
| 304  | ↗491 | ↘30  |